# Велизар Велков
Велизар Иванов Велков e български археолог, професор.

## Биография
Велизар Велков е роден на 18 май 1928 г. в София. Син е на археолога Иван Велков (1891 – 1958). Учи в Първа мъжка гимназия в София, а от 1946 до 1950 г. следва в Софийския университет специалност класическа филология със специализация по археология и стара история.

### Научна кариера
След завършването си през 1950 г. е приет за редовен аспирант в СУ, а през 1954 г. защитава дисертация на тема „Градът и селото в Тракия и Дакия през IV-VI век“, с която получава научната степен кандидат на историческите науки.
През 1955 г. Велизар Велков постъпва като научен сътрудник в Археологическия институт при БАН. През същата година е назначен и за хоноруван асистент по стара история в СУ.
Доцент в СУ от 1961 г. и професор от 1970 г. Ръководител на катедрата по Стара и средновековна обща история в Историческия факултет на СУ от 1979 до 1990.
Съосновател на Великотърновския университет, където е хоноруван доцент и професор от 1964 до 1975 г. и ръководител катедра по стара и средновековна обща история в Историко-филологическия факултет от 1968 до 1972 г.
От 1971 до 1989 г. е зам.-директор на Археологическия институт с музей в София, а от 1989 до 1993 г. е и негов директор. В годините 1990 – 1993 е главен редактор на списание Археология. От 1991 до 1993 г. е заместник-председател на БАН. При проверки на Комисията по досиетата през 2014 и 2018 г. е установено, че Велизар Велков е сътрудничил на Държавна сигурност, но името му не е оповестено публично, тъй като е покойник.

## Памет
На Велизар Велков е наречена улица в квартал „Манастирски ливади“ в София (Карта).

## Други
- Сборник в памет на проф. Велизар Велков излиза в 2009 г. от Национален археологически институт с музей (НАИМ)[3]
- Неговото име носи Студентският историко-археологически клуб „Проф. Велизар Велков“ при Пловдивския университет „Паисий Хилендарски“.